# Speciali televisivi di Looney Tunes
Questa è una lista degli special televisivi basati sulla serie di cortometraggi animati Looney Tunes.

## Speciali originali
| Titolo                                            | Anno | Note |
| ------------------------------------------------- | ---- | --- |
| Daffy Duck and Porky Pig Meet the Groovie Goolies | 1972 | Prodotto dalla Filmation, con i Looney Tunes in affitto dalla Warner Bros.                                                                       |
| Il carnevale degli animali                        | 1976 | Mix di animazione e live action, prodotto dalla Chuck Jones Enterprises. Distribuito in VHS col titolo Bugs and Daffy's Carnival of the Animals. |
| Un coniglio del Connecticut alla corte di Re Artù | 1978 | Prodotto dalla Chuck Jones Enterprises. |
| Bugs Bunny: Le pazze storie di Natale             | 1979 | Successivamente diviso in tre cortometraggi televisivi. Distribuito in DVD col titolo Buon Natale con Bugs Bunny.                                |
| Lo spettacolo di Pasqua di Daffy Duck             | 1980 | Successivamente diviso in tre cortometraggi televisivi.                                                                                          |
| Bugs Bunny ne fa di tutti i colori                | 1980 | Successivamente diviso in tre cortometraggi televisivi.                                                                                          |
| Ounce of Prevention                               | 1982 | Video in tecnica mista di sensibilizzazione sulla prevenzione delle ustioni in casa.                                                             |
| I nostri eroi alla riscossa                       | 1990 | Speciale televisivo sulla prevenzione dell'abuso di droghe con personaggi di varie serie animate tra cui Bugs Bunny e Daffy Duck.                |
| Le papere di Bugs                                 | 1997 | Parodia dei corti realizzati per i 50 anni di Bugs Bunny.                                                                                        |

## Speciali live action
| Titolo                                            | Anno |
| ------------------------------------------------- | ---- |
| Bugs Bunny/Looney Tunes All-Star 50th Anniversary | 1986 |
| Happy Birthday Bugs: 50 Looney Years              | 1990 |

## Speciali che riutilizzano cortometraggi
| Titolo                                               | Anno | Note |
| ---------------------------------------------------- | ---- | --- |
| Bunny e le uova pasquali                             | 1977 | Distribuito anche coi titoli Bugs Bunny: Cercasi coniglietto pasquale, Bugs Bunny: Cercasi coniglio pasquale e Coniglio pasquale cercasi. |
| Bugs Bunny in Space                                  | 1977 | Unico speciale senza nuove animazioni |
| Bugs Bunny e la festa di Halloween                   | 1977 | |
| Come Bugs Bunny conquistò il West                    | 1978 | Presentato in live action dall'attore Denver Pyle.                                                                                        |
| Bugs Bunny e il giorno di san Valentino              | 1979 | Distribuito in DVD col titolo Bugs Bunny: Carote, amore e fantasia.                                                                       |
| Bugs Bunny e la festa della mamma                    | 1979 | |
| Le diete di Bugs Bunny                               | 1979 | |
| Il giallo di Bugs Bunny                              | 1980 | |
| Daffy Duck's Thanks-for-Giving Special               | 1980 | Inedito in italiano eccetto per il cortometraggio Duck Dodgers e il ritorno del XXIV secolo e mezzo, tratto da esso.                      |
| Bugs Bunny e gli eroi americani                      | 1981 | |
| Bugs Bunny, una vita per la TV                       | 1982 | |
| Bugs contro Daffy: guerra tra star di video musicali | 1988 | |
| Bugs Bunny's Wild World of Sports                    | 1989 | |
| Bugs Bunny's Overtures to Disaster                   | 1991 | |
| Bugs Bunny's Creature Features                       | 1992 | |